# Alain Lobognon
Alain Lobognon  né le 16 juillet 1968 à Fresco, est un homme politique ivoirien. Il est ministre de la promotion de la jeunesse, des sports et des loisirs entre le 1er juin 2011 et le 13 mai 2015. Il quitte le gouvernement Daniel Kablan Duncan  le 13 mai 2015, à la suite d'accusations et de mésententes autour de la CAN 2015.

## Biographie
Né le 16 juillet 1968, Alain Lobognon est natif de Fresco. Il est marié et père de quatre filles.
Alain Lobognon, titulaire d'une licence d'histoire, option relations internationales, est aussi détenteur du certificat C2 de maîtrise d'histoire.
De 2004 à 2010, il devient premier vice-président de la commission national de supervision de l'identification.
De 2007 à  2010, il est conseiller spécial chargé du secteur privé au comité national pour le redéploiement de l'administration.
D'avril 2007 à 2011, il est conseiller spécial chargé de la communication et des médias au cabinet du Premier Ministre Guillaume Kigbafori Soro.
Candidat indépendant aux élections législatives de décembre 2011 pour la circonscription électorale Dahiri - Fresco - Gbagbam, il est élu, au terme de deux élections (la première ayant été annulée par le Conseil constitutionnel). Il rejoint le groupe parlementaire du RDR, son parti depuis 1994.

## Carrière politique
En 2011, Alain Lobognon est nommé ministre de la Promotion de la Jeunesse et du Service civique avec pour mission la création d'un cadre de promotion de l'insertion des jeunes, en leur inculquant des valeurs civique et morale. Lobognon est nommé dans le gouvernement de Guillaume Soro. Il fait élaborer et adopter une Politique nationale de la Jeunesse et une Politique nationale du Service civique.
Il obtient ensuite un ministère plus important, celui de la promotion de la jeunesse, des sports et des loisirs.
Il est reconduit dans ses fonctions à deux reprises, par les gouvernements Ahoussou Kouadio Jeannot et Kablan Duncan.
Son départ du ministère se déroule suite de l'affaire de primes impayées lors de la CAN 2015 jouée en Guinée équatoriale, soldée par la victoire de l'équipe nationale de Côte d'Ivoire. Le trésor affirme avoir versé les primes destinées aux joueurs à la Fédération ivoirienne de football alors que celle-ci nie avoir reçu l'argent. Lobognon est démis de ses fonctions le 12 mai 2015 sur demande du président Ouattara. Aucune explication sur la disparition de ses fonds (de 700 à 850 millions de F CFA) n'est rendue publique,.
En 2018, Il devient l'un des membres fondateurs du parti politique générations et peuples solidaires (GPS), mouvement politique lancé par l'ex premier ministre ivoirien Guillaume Soro.
En janvier 2019, il est condamné en première instance à un an de prison ferme et 300 000 francs CFA. Il est poursuivi pour « diffusion de fausses nouvelles, troubles à l’ordre public et incitation à la haine ».
En décembre 2019, Lobognon est incarcéré pour son implication présumée dans ce qui est décrit par le procureur comme une « tentative d'atteinte contre l'autorité de l'État ». Plusieurs autres personnes proches de Guillaume Soro sont accusées. Lobognon quitte son parti, le Mouvement pour la promotion des valeurs nouvelles en Côte d'Ivoire en mai 2021. En juin 2021, il condamné à 17 mois de prison ferme pour « trouble à l'ordre public » mais relaxé du chef d'accusation de « complicité d'attentat contre l'autorité de l'État » et est rapidement libéré pour avoir déjà purgé sa peine,,.